# Gertrud Kortenbach
Gertrud Kortenbach (* 2. Februar 1924 in Solingen; † 8. April 1960 ebenda) war eine deutsche Bildhauerin. 

## Leben
Kortenbach wurde als Tochter einer Solinger Fabrikantenfamilie geboren. Sie besuchte ab 1930 die Volksschule Weyer und wechselte 1934 an das Lyzeum Ohligs (heutiger Name Geschwister-Scholl-Gesamtschule (Solingen)). 1942 legte sie an der August-Dicke-Schule die Reifeprüfung ab und wurde im Anschluss zum Pflichtarbeitsdienst und Kriegshilfsdienst herangezogen.
Schon früh während der Schulzeit fiel ihre besondere künstlerische Begabung auf. Eltern und Lehrer förderten sie. Nach bestandener Prüfungsarbeit im April 1943 studierte sie an der Kunstakademie Düsseldorf, anfangs bei Joseph Enseling und Hans Schmitz-Wiedenbrück. 1945 wurde sie – zusammen mit Joseph Beuys – in die Meisterklasse des Bildhauers Ewald Mataré aufgenommen, der ihr entscheidender Förderer und Inspirator wurde.
Nach Abschluss ihres Studiums 1948 kehrte sie nach Solingen zurück und richtete im Betrieb der Eltern ein Atelier ein. Im Alter von 36 Jahren verunglückte sie tödlich, als sie von dem schweren schmiedeeisernen Tor im Park des elterlichen Hauses erschlagen wurde.

## Werk

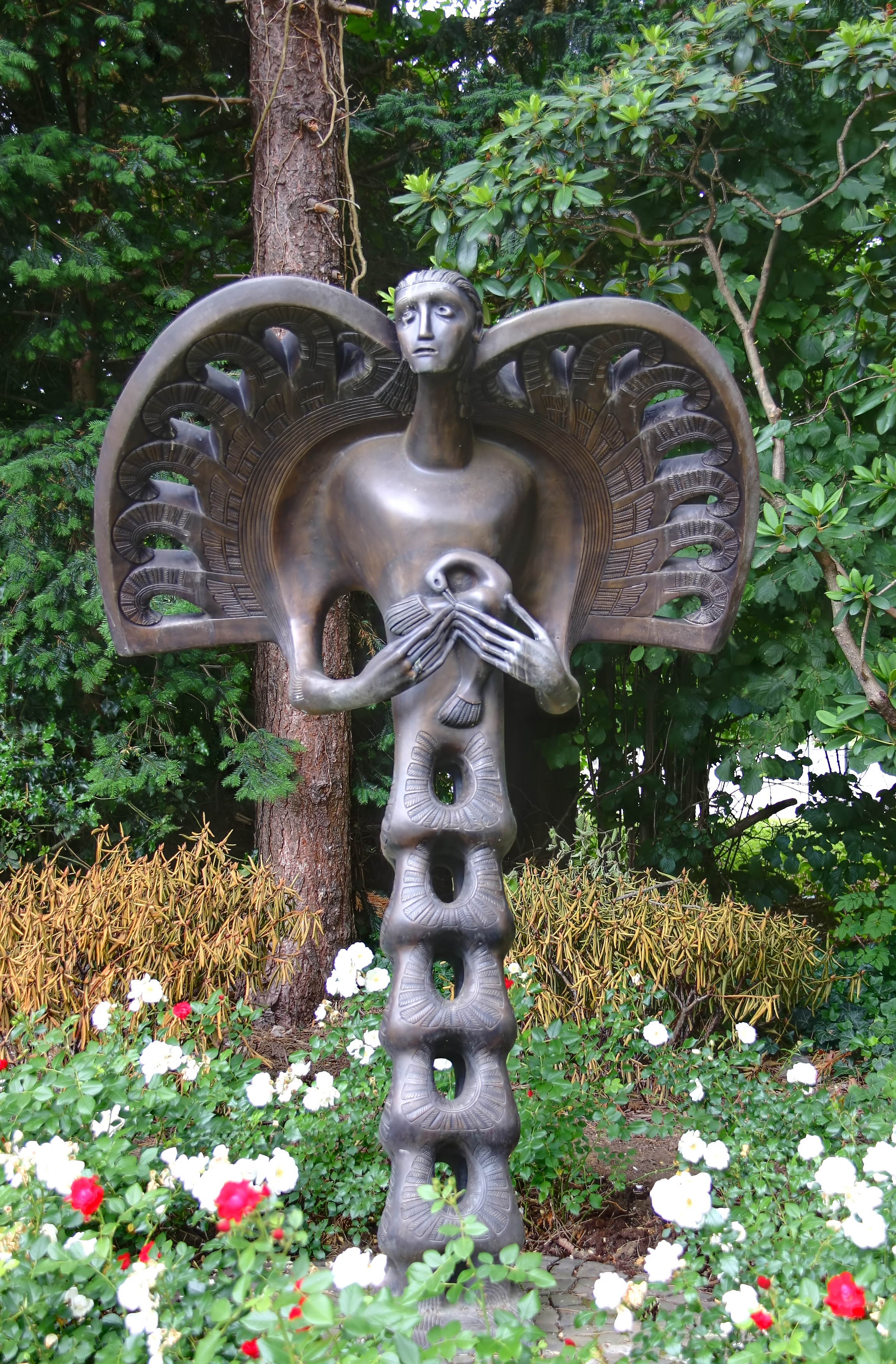
Engel, 1959.
Auftragswerk für die Grabstätte der Familie Konejung. Die Nachfahren (Familien Anheuser, Konejung und Welge) haben dem Kunstmuseum Solingen das Werk als Dauerleihgabe zur Verfügung gestellt.

Trotz ihrer relativ kurzen Schaffenszeit hinterließ sie ein umfangreiches Werk. Ihre Arbeiten fertigte sie aus Holz, Gips, Elfenbein und  Bronze. Daneben schuf sie kunsthandwerkliche Objekte, Schmuck, Glasfenster und Möbel; auch unzählige Skizzen, Briefe, Gedichte, Aphorismen sowie philosophische Schriften zählen zu ihrem Nachlass. Mataré nannte sie in seinem Nachruf eine Ausnahme unter den Studierenden. Vor dem Kunstmuseum Solingen ist ihre letzte große Arbeit aufgestellt, der Grabengel, eine Dauerleihgabe an das Museum.

## Ausstellungen
- 2009: Form vollendet – Gertrud Kortenbach 1924 bis 1960 im Museum Baden, Solingen[1]